# Josef Rieder (Radsportler)
Josef Rieder (* 26. Dezember 1893 in München; † 13. Juli 1916 in Verdun) war ein deutscher Radrennfahrer.

## Sportliche Laufbahn
Josef Rieder nahm an den Olympischen Spielen 1912 in Stockholm teil. Im Einzelzeitfahren belegte er den 57. Platz.
Während des Ersten Weltkriegs diente Rieder in der 4. Kompanie des Königlich Bayerischen Infanterie-Leib-Regiments. Er starb am 13. Juli 1916 in der Schlacht um Verdun.